# Gayane Chatschaturjan

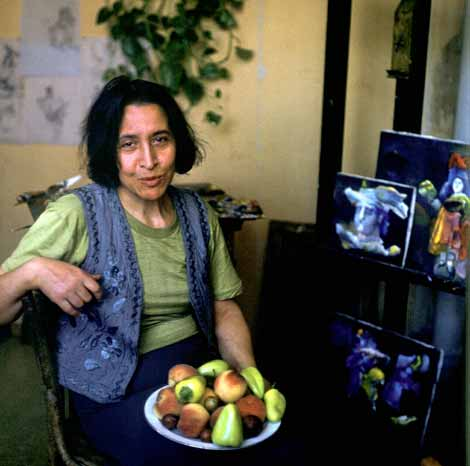
Gayane Chatschaturjan (1985)

Gayane Chatschaturjan (auch Gayane Levon Khachaturian, armenisch Գայանե Լևոնի Խաչատրյան, geboren 9. Mai 1942 in Tiflis; gestorben 1. Mai 2009 ebenda) war eine georgisch-armenische Malerin und Grafikerin. Sie ist hauptsächlich bekannt für ihre Ölmalerei im Stil des magischen Realismus.

## Leben und Werk
Gayane Chatschaturjan wurde in Tiflis (Georgien) als zweites Kind einer armenischen Familie geboren. Ihre Mutter Hasmik Kalantarowa und ihr Vater Lewon Chatschaturow-Chatschaturjan, ein Handwerker, waren in den 1920er-Jahren aus Jerewan nach Tiflis gekommen.
Von 1949 bis 1955 besuchte sie eine Mädchenschule in Tiflis. Anschließend wechselte sie bis 1959 an eine Sekundarschule. Parallel dazu studierte sie für kurze Zeit an der Nikoladse-Kunstschule, bis sie erkrankte. Danach folgte bis 1960 ein Fernstudium für arbeitende Jugendliche, ehe sie sich endgültig der künstlerischen Arbeit widmete.
1963 lernte Chatschaturjan den armenischen Bildhauer Alexander Bajbeuk-Melikjan (1891–1966) kennen, der für die gerade Zwanzigjährige bis zu seinem Tod in ihrer künstlerischen Entwicklung eine große Rolle spielte. 1967 war ein Wendepunkt in ihrem Leben, als sie auf den Filmemacher Sergei Paradschanow traf, mit dem sie eine Seelenverwandtschaft und langjährige Freundschaft verband. Gayane sei eine Schamanin, die ihre erstaunliche Welt der Magie erschaffe, beschrieb Paradschanow die Kunst von Chatschaturjan.

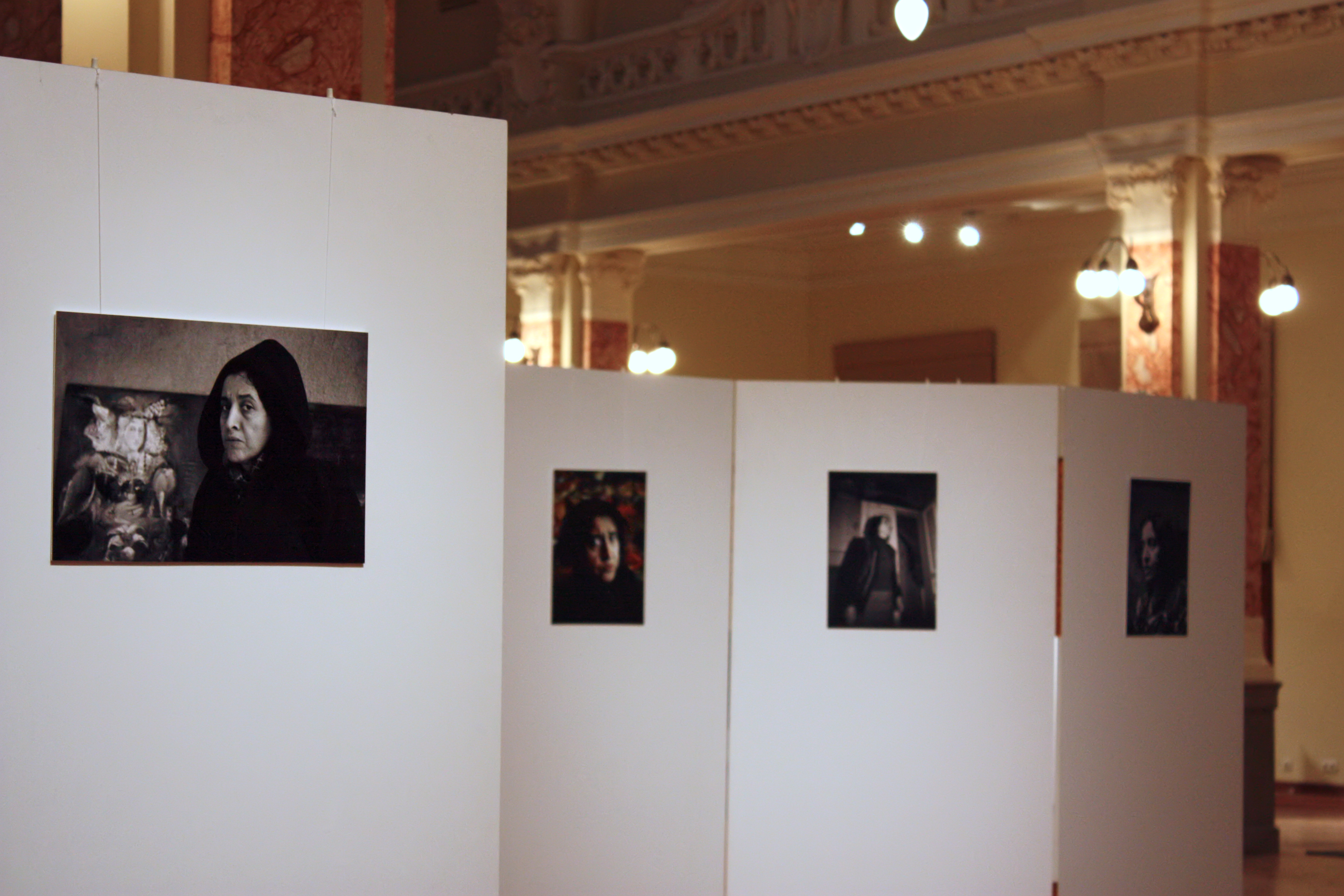
Fotoausstellung 2010 in der Nationalbibliothek von Georgien in Tiflis, die Gayane Chatschaturjan posthum gewidmet war

Laut dem russischen Kunstkritiker Witali Patsjukow gehörte Chatschaturjan zu den Pionieren eines neuen künstlerischen Bewusstseins, das alle Aspekte von radikaler Sinnlichkeit und natürlicher Freiheit der plastischen Geste in den Fokus ihrer künstlerischen Arbeit stellte. Ihre farbige, lebendige Malerei wird von der Kunstkritik als „magischer Realismus“ beschrieben, wie man ihn in der Malerei bei Frieda Kahlo, René Magritte, Peter Doig und Marc Chagall findet. Ihre Gemälde charakterisierte die Kunstkritikerin Susanne Boecker als „bunte, und dabei oft traurig-ernsthafte Szenerien, die bevölkert sind von prächtig gewandeten Figuren“. Sie verarbeite Parabeln und Metaphern aus ihrer persönlichen Vergangenheit, auch Geschichten, die ihre Großmutter ihr erzählte.
Werke von Gayane Chatschaturjan befinden sich im Museum für Moderne Kunst in Jerewan sowie in privaten Sammlungen in vielen Ländern der Welt. Über die Künstlerin und ihr Schaffen wurden drei Filmdokumentationen gedreht.
Ihren größten künstlerischen Erfolg, die Einzelpräsentation von 15 Werken im armenischen Pavillon auf der 53. Biennale di Venezia im November 2009, mit der sie als „Malerin der Träume“ vorgestellt wurde, erlebte die Künstlerin nicht mehr.  Nach langer, schwerer Krankheit starb sie am 1. Mai 2009 in Tiflis.

## Ausstellungen
Die erste informelle Einzelausstellung von Gayane Chatschaturjan fand 1967 auf Einladung von Sergei Paradschanow in Jerewan statt. Seitdem wurden ihre Werke in verschiedenen Ausstellungen präsentiert.
- 1970: Georgische Nationalgalerie, Tiflis, Gruppenausstellung
- 1971: Haus der Maler, Jerewan, Einzelausstellung
- 1972: Haus der Schauspieler, Tiflis
- 1978: Museu Calouste Gulbenkian, Lissabon
- 1979: Calouste Gulbenkian Stiftung, Paris, Lyon, Marseille
- 1979: Calouste Gulbenkian Stiftung, Beirut
- 1987: Tage der armenischen Kultur, Venedig
- 1995: Zeitgenössische armenische Kunst, Paris, Metz, Poitiers, Pontivy, Einzelausstellung
- 1995: Die Wege Armeniens, Jugendpalast, Paris
- 1996: Nationalgalerie Armeniens, Jerewan, Gruppenausstellung georgischer und armenischer Künstlerinnen und Künstler
- 2001: I am Gayane from Tiflis, Nashchokin Galerie, Moskau
- 2009: Malerei – Film, mit Andrej Tarkowski und Sergej Parajanov, Nationales Zentrum für zeitgenössische Kunst, Moskau
- 2009: Armenischer Pavillon, 53. Biennale Venedig
- 2010: In Memoriam of Gayane Khachaturian, Armenische Nationalgalerie, Jerewan